# جون بانفيل
وليام جون بانفيل (بالإنجليزية: John Banville) (المولود في 8 ديسمبر 1945) هو روائي وكاتب قصة قصيرة وسيناريوهات روائية درامية وسينمائية أيرلندي. على الرغم من وصفه بأنه «وريث بروست، من خلال نابوكوف»، يصر بانفيل بنفسه على أن ويليام بتلر ييتس وهنري جيمس هما الشخصان اللذان أحدثا التأثير الأكبر على أعماله.
ربح بانفيل عام 1976 جائزة جيمس تيت بلاك التذكارية، وجائزة بوكر لعام 2005 وجائزة فرانتس كافكا عام 2011 وجائزة الدولة النمساوية للأدب الأوروبي عام 2013 وجائزة أمير النمسا للأدب عام 2014، كما اختير كزميل في الجمعية الملكية للأدب عام 2007، كما كرمته إيطاليا بمنحه لقب فارس عام 2017. هو عضو سابق في جمعية أوسدانا (أهل الفن)، فقد تخلى عن راتبه طواعية عام 2001 لصالح كاتب آخر أشد حاجة مادية إليه.
ولد بانفيل في ويكسفورد جنوب شرق أيرلندا، ونشر روايته الأولى بعنوان مخلوق الليل في عام 1971. تلاه الكتاب الثاني بعنوان بيرشوود بعد عامين. تتألف «ثلاثية الثورات» التي نُشرت بين عامي 1976 و1982 من ثلاثة أعمال، جميعها تشير إلى علماء مشهورين في عناوينها: الدكتور كوبرنيكوس وكيبلر ورسالة نيوتن. كان عمله التالي، ميفيستو ذا طابع متعلق بالرياضيات. مثلت روايته المنشورة عام 1989 باسم كتاب الأدلة -والتي دخلت في القائمة المختصرة لجائزة بوكر وربحت جائزة غينيس بيت أفييشن- بداية ثلاثية جديدة، وهي ثلاثة أعمال تتعامل عمومًا مع العمل الفني. اكتملت «ثلاثية الأُطر» بكتابي الأشباح وآثينا، الذين نُشرا خلال تسعينيات القرن العشرين. ربحت رواية بانفيل الثالثة عشر بعنوان البحر جائزة بوكر عام 2005. إضافة إلى ذلك، فهو ينشر روايات جريمة تحت اسم بجامين بلاك، تتضمن معظم هذه الروايات شخصية كويرك، وهو عالم أمراض أيرلندي مقيم في دبلن.
يعتبر بانفيل مرشحًا لجائزة نوبل للأدب، وهو يعيش في مدينة دبلن الأيرلندية.

## أعمال بارزة

### روايات
- نايتسبون (1971)
- بيرتشوود (1973)
- دكتور كوبرنيكوس (1976)
- كيبلر (1976)
- رسالة نيوتن (1982)
- ميفيستو (1986)
- كتاب الدليل (1989)
- أشباح (1993)
- أثينا (1995)
- المنيع (1997)
- كسوف (2000)
- كفن (2002)
- الضوء القديم (2012)
- البحر (2005)
- اللانهايات (2009)
- الجيتار الأزرق (2015)
- السيد أوزموند (2017)
- ثلج (2020)

## جوائز
حصل على جوائز منها:
- جائزة أميرة أشتوريس الأدبية  [لغات أخرى]‏ (2014)
- جائزة الدولة النمساوية للأدب الأوروبي [الإنجليزية]‏ (2013)
- جائزة فرانتس كافكا (2011)
- الجائزة التذكارية لجيمس تايت بلاك [الإنجليزية]‏
- جائزة نادي القلم الإيرلندي [الإنجليزية]‏.

## وصلات خارجية
- جون بانفيل على موقع IMDb (الإنجليزية)
- جون بانفيل على موقع الموسوعة البريطانية (الإنجليزية)
- جون بانفيل على موقع مونزينجر (الألمانية)
- جون بانفيل على موقع ألو سيني (الفرنسية)
- جون بانفيل على موقع أول موفي (الإنجليزية)
- جون بانفيل على موقع قاعدة بيانات الأفلام السويدية (السويدية)
- جون بانفيل على موقع إن إن دي بي (الإنجليزية)
- جون بانفيل على موقع ديسكوغز (الإنجليزية)
- جون بانفيل على موقع قاعدة بيانات الفيلم (الإنجليزية)
- جون بانفيل على موقع كينوبويسك (الروسية)